# 福田哲平
福田 哲平（ふくだ てっぺい、1977年12月28日 - ）は、かつてプロデューサーハウスあ・うんで活動していたお笑い芸人。現在は主に構成作家・ディレクターとして活動（エム・エーフィールドで活動している脚本家は別人）。

## 略歴
東京都出身。1997年デビュー。始めはどうやったら芸人になれるのか分からず、新聞に載っていた小さく「芸人」と書かれてあった劇団員募集の広告を見つけ友人とそこへ入団するも、そこがさほど芸人に特化していない劇団であった事に気付いて退団。その後、その友人とコンビを組み「ラ・ママ新人コント大会」のネタ見せに参加していたが、相方がネットワークビジネスにハマってしまった事も影響して程なくして解散となる。
その後「怪人社ライブ」へ客として足を運んだ際に会場で配られていたチラシをきっかけにプロデューサーハウスあ・うんの主催ライブ「東京笑い者」の存在を知り、そこで海砂利水魚やU-turn、当時あ・うんに所属していたプラスドライバーの面白さに触れた事から事務所へ履歴書を送り、ネタ見せを経てピン芸人としてプロデューサーハウスあ・うんの所属となる。
1999年に爆笑オンエアバトルに出演し、初挑戦で初オンエア。ピン芸人として初めて「初挑戦でトップ通過」を達成する。その後もコンスタントに出演し、2003年3月1日放送の名古屋大会では自己最高となる513KBを記録。しかし、その反面で連敗を経験するなど成績に波があった（通算6勝8敗）。
段々と自身のネタストックが底を突き行き詰まりを感じていた最中で、当時交際していた彼女の「もしかしたら妊娠したかも」という一言をきっかけに2004年に芸人を一度引退（しかし後日、その彼女は妊娠していなかった事が発覚する）。芸人引退後、ツアーコンダクターとして1年ほど働いていたが、次第にまたお笑いに携わった仕事がしたいと思うようになり、作家として業界に復帰。
2009年9月に芸人としても活動を再開。2010年のR-1ぐらんぷりに出場し、3回戦へ進出。また、2010年から2011年ごろまでスチールカメラマン。2010年はフリーライターとして雑誌、新聞社で活動していた。
現在は主に構成作家、ディレクターとして活動。notall、Task have Fun、転校少女*、風男塾、Party Rockets GTなどアイドル公式SHOWROOM番組の構成及びディレクターも務める。

## 芸風
主にコントを披露。音楽を織り交ぜ楽曲にツッコむものや、曲名を使って会話するコントなどを披露している。コントにもさまざまな種類があるが、誰もが知っている楽曲にツッコむという手法は独特でスケッチブックやモニターを音楽とうまく合わせて融合させている。

## 人物
- 飛石連休の岩見よしまさや、パパロアの川島光明と親交がある。
- ダーリンハニーの吉川正洋・どきどきキャンプの佐藤満春と共に「赤いきつね」というバンドでも活動していた。
- 引退後はツアーコンダクターを経て、現在は構成作家として活動。
- 2007年3月1日から2008年8月31日まで、鈴木亘と共に徒歩で日本を一周していた。
- 2010年、R-1ぐらんぷりにて3回戦進出。
- 「ももいろクローバーに全く興味がない人も応援したくなっちゃう動画」や「モー娘。に興味がない人が楽しめる、プロモランキング40」などの動画をYouTubeに上げている。
- 2022年4月1日結婚。付き合って9日でプロポーズ、1ヶ月ちょっとで入籍した。

## 出演番組

### テレビ
- 爆笑オンエアバトル（NHK総合）戦績6勝8敗 最高513KB
  - ピン芸人で初めて「初挑戦でトップ通過」を達成した（1999年9月18日放送回）。
- KEN-JIN（中国放送）

### ラジオ
- 赤坂お笑いD・O・J・O（TBSラジオ）
- お笑いネタとこ勝負（ラジオ日本）
- お笑いの殿堂（TOKYO FM）
- オールナイトニッポンR （ニッポン放送）

### ウェブテレビ
- カンニング竹山の土曜The NIGHT（2020年6月14日[4]、11月29日[5]、ABEMA） - 番組開始時より構成作家としてかかわる。

## おもな構成番組

### テレビ
- みどころpigoo（2011年、エンタ!373）[3]
- ドロシーのリトルHAPPY DAYS!（2013年、アイドル専門チャンネルPigoo）[3]
- 生のアイドルが好き（2013年-、アイドル専門チャンネルPigoo）
- LinQの顔と名前だけでも!（2014年-、アイドル専門チャンネルPigoo）
- ハコイリムスメのハコから出てもいいですか?（2015年、アイドル専門チャンネルPigoo）
- お祓え!西神社（2015年-、アイドル専門チャンネルPigoo）[3]
- notall.ch（2017年、TOKYO MX）[3]
- 天月とあまつき（2019年、TOKYO MX）[3]

### ラジオ
- ザ・カンムリラジオ（2013年、2014年、ラジオ日本）
- 菊地亜美の1ami9（2015年-、ラジオ日本）
- 9nine 佐武宇綺の宇宙を綺麗にするラジオ（2016年-、ラジオ日本）

### ウェブテレビ
- ウーマンラッシュアワー村本大輔の土曜TheNIGHT（2016年-2017年、AbemaTV）
- カンニング竹山の土曜TheNIGHT（2018年-、AbemaTV）